# Banksia cuneata
Banksia cuneata är en tvåhjärtbladig växtart som beskrevs av Alexander Segger George. Banksia cuneata ingår i släktet Banksia och familjen Proteaceae. Inga underarter finns listade i Catalogue of Life.